# 弗拉基米尔·赵
弗拉基米尔·云泽诺维奇·赵（俄語：Владимир Юнь-Дзэнович Джао，1960年6月25日—），俄罗斯华人企业家，经济学副博士（2003年）。自2005年2月25日起担任大湖航空公司总经理。
他曾是报纸的所有者，目前是线上媒体《莫斯科时报》的拥有者，该网站在2022年4月根据俄罗斯联邦通信、信息技术和大众传媒监督局的决定被封锁，俄罗斯读者无法访问 。他还是虚构人物的原型，也是位于莫斯科以他本人命名的音乐咖啡馆兼酒吧俱乐部“中国飞行员赵达”的合伙人。据他本人称，他是军事家朱德和作家赵树理的侄孙。

## 生平
弗拉基米尔·赵于1960年6月25日在上海出生。1963年，他的家庭从中国移居至苏联吉尔吉斯苏维埃社会主义共和国城市伏龙芝（现称比什凯克）。赵的父母在“重型电力机械厂”（Tyazhelectromash）工作：父亲是钳工，母亲是热电偶操作员。1971年，在赵的父亲获得苏联国家广电委员会的工作后，赵家搬到了莫斯科。父亲担任上海方言播音员，并在杂志《苏联》、《苏联妇女》和《新时代》担任翻译；母亲从1971年到1987年在一所寄宿学校担任汉语教师，并在苏联对外贸易部和苏联外交部下属的课程中教授汉语超过20年。
2003年，他获得经济学副博士学位，论文题目为《地区商务旅游发展的管理》。自2005年2月25日起，担任大湖航空公司的总经理 。2017年，他成为《莫斯科时报》出版公司的主要所有者。赵拥有51%的股份，创始人德克·索尔拥有19%，他的媒体项目合作伙伴兼该公司总经理斯韦特兰娜·科尔舒诺娃拥有30% 。俄羅斯入侵烏克蘭后，《莫斯科时报》网站根据俄罗斯联邦通信、信息技术和大众传媒监督局的决定在俄罗斯被封锁，而赵本人似乎失去了影响该出版物的编辑政策和商业战略的能力和意愿。
弗拉基米尔·赵热爱音乐。他还拥有莫斯科的唐人街（China Town）餐厅，以及以其命名的生态旅游休闲综合体“赵达！茶”（Джао Да!Ча）。